# Abdul Raschid Dostum

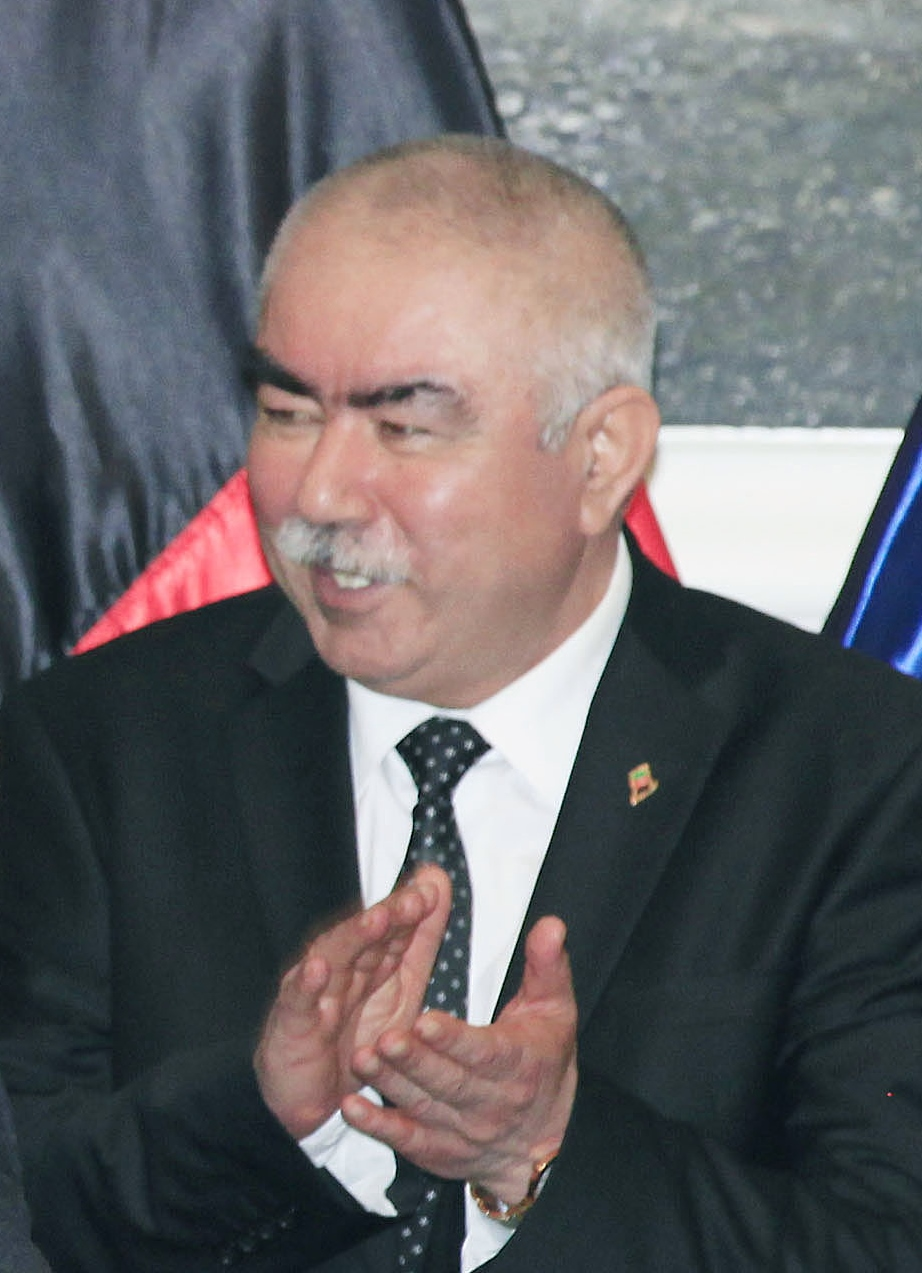
Abdul Raschid Dostum 2014

Abdul Raschid Dostum (auch Rashid Dostam, persisch عبدالرشید دوستم, * 1954 in Khowja Dokoh, Provinz Dschuzdschan) ist ein ehemaliger afghanischer Milizenführer und ehemaliger Vizepräsident der Islamischen Republik Afghanistan. Dostum gehört der usbekischen Minderheit in Afghanistan an. Während der sowjetischen Besatzungszeit wurde er General in der afghanischen Regierungsarmee. Nach dem Abzug der Sowjets baute er seine eigene Miliz auf, mit der er in wechselnden Bündnissen kämpfte und die Kontrolle über mehrere Provinzen im Norden des Landes erlangte. Nach der Eroberung seiner nördlichen Hochburgen durch die Taliban in den Jahren 1997 und 1998 floh er ins Exil in die Türkei. 2001 kehrte er nach Afghanistan zurück. Nach dem Sturz der Taliban im gleichen Jahr war er Mitglied der von Hamid Karzai geführten Regierung und konnte seine alte Machtposition im Norden des Landes teilweise zurückgewinnen. Nach der erneuten Machtübernahme der Taliban im Jahr 2021 floh er nach Usbekistan.

## Militärische Karriere
Dostum wurde in eine einfache Bauernfamilie in einem Dorf nahe der Stadt Scheberghan geboren. Im Jahr 1973 trat er in die Armee ein und wurde gleichzeitig Mitglied der Demokratischen Volkspartei Afghanistans. Seit seinem Beitritt unterhielt er ein enges Verhältnis zu Babrak Karmal, dem Führer der moderaten Partscham-Fraktion der afghanischen Kommunisten und späteren afghanischen Präsidenten. Zur Zeit der Saurrevolution im April 1978 kommandierte er eine eigene bewaffnete Einheit, die bei den Gasfeldern in Scheberghan stationiert war. Als nach der Revolution der radikale Khalq-Flügel der Partei die Macht übernahm und die Parteiführung von Partschamis gesäubert wurde, verließ Dostum die Armee. Er sondierte Kontakte mit den afghanischen Mudschahedin in Pakistan, die schnell wieder abbrachen. Nach der Besetzung Afghanistans durch die Sowjetarmee und der Ernennung Karmals zum Präsidenten setzte er seine militärische Laufbahn fort. Im Jahre 1980 erhielt er sechs Monate militärisches Training in Kasachstan. Danach baute er seine eigene Miliz auf, die als Teil der semiregulären Regionalmilizen gegen die Mudschahedin kämpften. Seine Miliz erreichte Regiments- und später Brigadenstärke.
1987 wurde Dostum General in der afghanischen Armee, und seine Miliz wurde als 53. Infanteriedivision in die reguläre Armee eingegliedert. Formell war sie nicht Teil der Armeehierarchie, sondern direkt dem neuen Präsidenten Muhammad Nadschibullāh unterstellt. Praktisch stellte die Division eine Privatarmee Dostums dar, ihre Mitglieder waren ihm persönlich gegenüber loyal. Sie umfasste etwa 20.000 Mann, wobei ethnische Usbeken aus den nördlichen Provinzen, besonders aus Dostums Heimatprovinz Dschuzdschan den größten Teil der Rekruten stellten, weswegen die Division auch Dschuzdschani-Miliz genannt wurde. Sie war bekannt für ihre Disziplin und Kampfstärke, aber auch berüchtigt für Plünderungen.

## Rolle im Bürgerkrieg
Nach dem Abzug der sowjetischen Truppen 1989 spielten Dostums gut ausgerüstete Milizen eine entscheidende Rolle für den Machterhalt der prosowjetischen Regierung unter Nadschibullāh. Sie wurden als Feuerwehrmilizen auch in anderen Teilen des Landes eingesetzt: Einige Einheiten wurden 1989 nach Kandahar verlegt, um dort die abziehenden sowjetischen Truppen bei der Bekämpfung der Mudschahedin zu ersetzen. Außerdem spielten die Dschuzdschanis eine entscheidende Rolle bei der Verteidigung der Regierungsstellungen in Dschalalabad von März bis Juni 1990. Die Stärke von Dostums 53. Division stieg bis 1991 auf 40.000 bis 45.000 Mann. Im März 1990 wurde Dostum in das Zentralkomitee der Hizb-i Watan, der Nachfolgeorganisation der Demokratischen Volkspartei, aufgenommen.
Im Jahre 1992 führte Dostum eine Rebellion der Garnison in Masar-e Scharif gegen die Regierung an, der sich andere Teile der Armee in der Umgebung anschlossen. Er übernahm mit seiner Miliz kampflos die Kontrolle über die Stadt und erklärte sich zum Führer einer neuen Partei, der Nationalen Islamischen Bewegung Afghanistans (persisch جنبش ملی اسلامی افقانستان Dschunbisch-i Melli-yi Islāmi-ye Afghanistan). Die Dschonbesch („Islamisch-nationale Bewegung Afghanistans“) war trotz ihres Namens nicht islamistisch geprägt. Gleichzeitig schloss er sich mit zwei seiner vormaligen Gegner der Mudschahedin, der Dschamiat-i Islāmi von Burhānuddin Rabbāni und Ahmad Schah Massoud sowie der schiitischen Hizb-i Wahdat von Ali Mazari, zur gegen die Regierung gerichteten Harakat-i Schomal zusammen.
1992 eroberten seine Milizen zusammen mit der Dschamiat-i Islāmi und der Hizb-i Wahdat Kabul und stürzten die Regierung Nadschibullāh. Sie kamen dabei den paschtunischen Milizen, insbesondere der Hizb-i Islāmī von Gulbuddin Hekmatyār, zuvor, mit denen sie in der Folge um die Vorherrschaft in Kabul kämpften. 1994 verließ Dostum die Allianz mit der Dschamiat und verbündete sich mit Hekmatyārs Hizb-i Islāmī. Zusammen mit Hekmatyār griff er die Stellungen der Dschamiat in Kabul an.

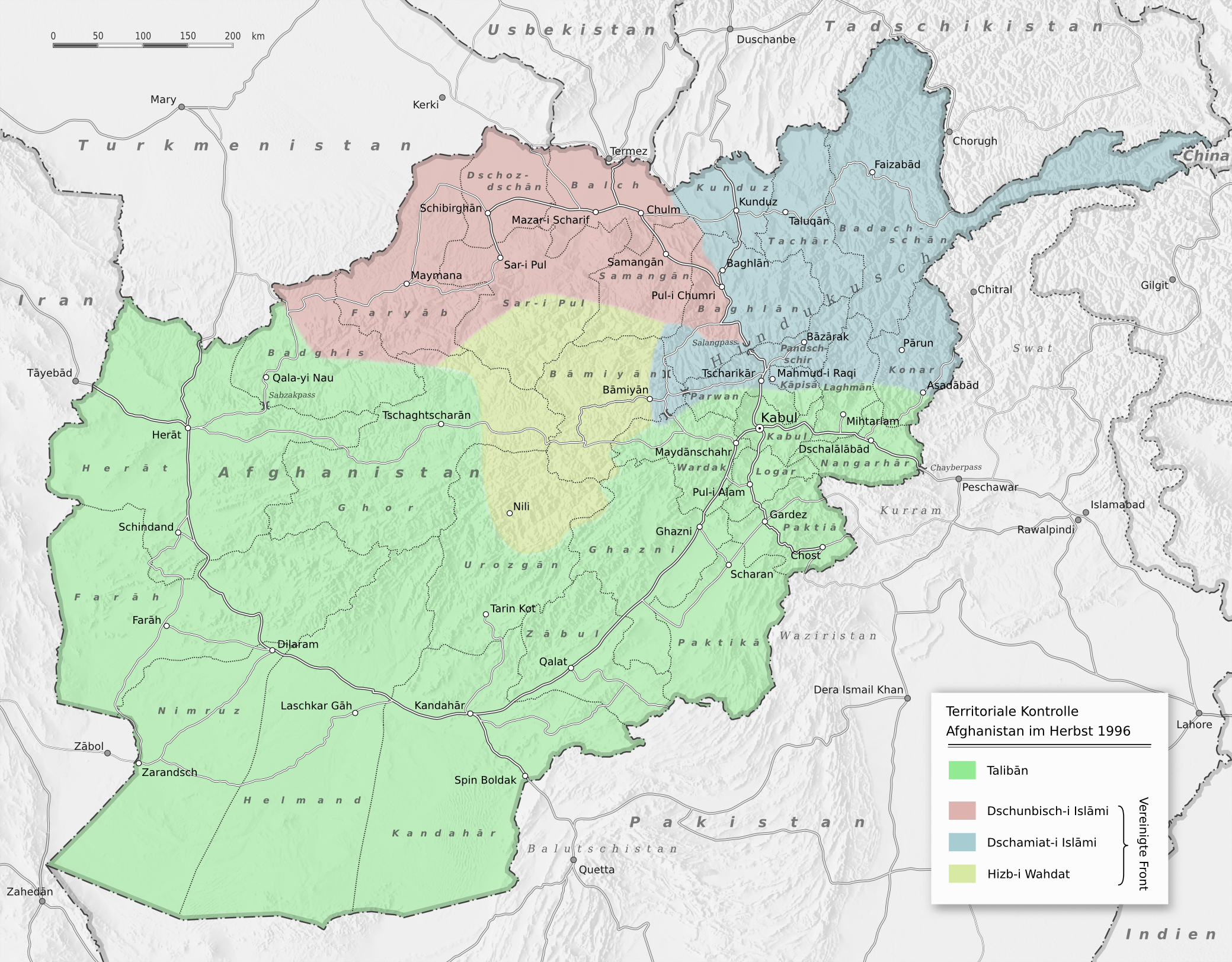
Territoriale Kontrolle Afghanistans im Winter 1996: Massoud (blau), Taliban (grün), Dostum (rosa), Hezb-i Wahdat (gelb)

Während die verschiedenen Milizen um die Kontrolle der Hauptstadt und damit der Zentralgewalt kämpften, baute Dostum seine Herrschaft in der Region um Masar-e Scharif weiter aus. Er errichtete in sechs nördlichen Provinzen einen vom Rest des Landes weitgehend unabhängigen eigenen Pseudostaat, der eine eigene Fluggesellschaft Balkh Air und eine eigene Währung unterhielt. Dabei konnte er vorerst verhindern, dass der Bürgerkrieg auf die von ihm kontrollierten Provinzen übergriff. Das von ihm und mit ihm eng verbundenen Milizenführern kontrollierte Gebiet umfasste neben seiner Heimatprovinz Dschuzdschān die Provinzen Faryāb, Sar-i Pol und Samangan sowie Teile von Balch, Kundus und Tachar.
Als die Taliban im Jahre 1995 an Boden gewannen, unterstützte sie Dostum anfänglich und strebte eine feste Allianz mit ihnen an. Nachdem sie 1996 Kabul erobert und die Dschamiat in den äußersten Nordosten des Landes gedrängt hatten, verbündete er sich jedoch wieder mit Rabbāni, Massoud und der nun von Karim Chalili geführten Hizb-i Wahdat und schloss sich mit ihnen zur gegen die Taliban gerichteten Vereinigten Islamischen Front zusammen.
1997 rückten die Taliban auf die von Dostum kontrollierten Gebiete vor. Im Mai meuterte Dostums stellvertretender Kommandeur Dschamil Malik und lief mit Teilen der Dschunbisch-Milizen zu den Taliban über. Mit Maliks Unterstützung konnten die Taliban Dostums Kerngebiet erobern und marschierten in Masar-e Scharif ein. Dostum floh daraufhin über Usbekistan in die Türkei. Das Bündnis zwischen Malik und den Taliban brach unmittelbar nach der Einnahme der Stadt auseinander, und es kam in der Stadt zu einem Aufstand gegen die Taliban, dem sich die Hazara-Milizen der Hizb-i Wahdat anschlossen. Nur drei Tage nach ihrem Einmarsch wurden die Taliban wieder aus der Stadt vertrieben und mussten sich auch aus anderen vormals von Dostum beherrschten Gebieten zurückziehen. Dostum selbst kehrte im September aus dem Exil zurück und stellte seine Kontrolle über die Dschunbisch-Milizen wieder her, während Malik das Land verließ. Seine alleinige Herrschaft konnte Dostum allerdings gegen die durch den erfolgreichen Aufstand gegen die Taliban während Dostums Abwesenheit gestärkten Hazara-Milizen nicht zurückerlangen. Es kam immer wieder zu bewaffneten Auseinandersetzungen zwischen der Dschunbisch und den Hizb-i Wahdat, die die gemeinsame Stellung gegen die Taliban schwächten. Im August 1998 eroberten die Taliban Masar-e Scharif zurück, Dostum floh wieder ins Exil in die Türkei. Seine Dschunbisch-Milizen lösten sich vorerst auf.

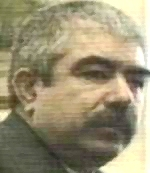
Dostum Anfang 2002

## Nach 2001

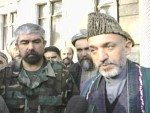
Präsident Hamid Karzai und Raschid Dostum im Dezember 2001

Im Jahre 2001 kehrte Dostum nach Afghanistan zurück und formierte die Dschunbisch-Milizen neu. Mit US-Unterstützung durch die US Spezialeinheit ODA 595 eroberten seine Milizen sowie die Truppen des rivalisierenden Milizenführers Atta Mohammad Noor im November 2001 Masar-e Scharif von den Taliban zurück. Zum Ende der Kämpfe kam es Dezember 2001 zur Schlacht von Qala-i-Jangi, einem Massaker in einer Gefängnisfestung.
Im Rahmen des Petersberg-Prozesses wurde Dostum im Dezember 2001 zum stellvertretenden Verteidigungsminister in der von Hamid Karzai geführten Interimsregierung ernannt. Außerdem ernannte ihn Karzai zum militärischen Berater für den Norden Afghanistans, ein Posten, der seine wiedererworbene Machtstellung in den nördlichen Provinzen nachvollzog. Diese war allerdings nicht mehr unangefochten, und Dostums andauernde Rivalität mit Atta schlug immer wieder in offene Kämpfe um. Obwohl die Vereinten Nationen im Mai 2002 ein Abkommen zwischen den beiden Milizenführern vermittelten, kam es auch danach immer wieder zu Gefechten.
Seine Dschunbisch überführte Dostum in eine politische Partei. Das staatliche Demobilisierungsprogramm sah eine weitgehende Entwaffnung der afghanischen Milizen und ihre Eingliederung in die offizielle Afghanische Nationalarmee vor. Allerdings ist unklar, wie viele Milizionäre Dostums tatsächlich entwaffnet wurden. Bei den Präsidentschaftswahlen im Herbst 2004 trat Dostum als Kandidat an. Er erreichte mit 10 % der abgegebenen Stimmen den vierten Platz hinter dem amtierenden Präsidenten Hamid Karzai (55 %), Junus Ghanuni (16 %) und Hadschi Mohammed Mohaqiq (12 %). Den Großteil seiner Stimmen erhielt er in seinem nördlichen Stammgebiet; dort konnte er in vier Provinzen die Mehrheit erringen. Der als Sieger aus den Wahlen hervorgegangene Karzai ernannte Dostum 2005 in seiner neuen Regierung zum militärischen Chief of Staff. Diese Position besitzt allerdings eher protokollarische Bedeutung, die Ernennung wird als Versuch Karzais angesehen, Dostums regionale Alleinherrschaft durch seine Einbindung in die Zentralregierung zu brechen.
Nachdem Dostum im Jahre 2008 angeblich einen Konkurrenten angegriffen hatte, verbrachte er einige Zeit in der Türkei. Verschiedene Medien berichteten unterschiedlich; er habe seine Frau in Ankara besucht, er sei aus gesundheitlichen Gründen ausgereist oder er sei von Karzai ins Exil gedrängt worden. Drei Tage vor den afghanischen Parlamentswahlen 2009 kehrte Dostum dann auf Bitten Karzais zurück, mit dem Versprechen, Karzai die Stimmen der Usbeken bei den anstehenden Parlamentswahlen zu sichern. Die nordafghanischen Usbeken betrachten Dostum bis heute als ihren legitimen Führer.
Ende 2011 gründete Raschid Dostum zusammen mit Ahmad Zia Massoud und Hadschi Mohammed Mohaqiq die Nationale Allianz, die gegen eine Rückkehr der Taliban an die Macht kämpft. Die Allianz plante mit einem eigenen Kandidaten bei der Präsidentschaftswahl in Afghanistan 2014 anzutreten.
Mitte August 2021 nahmen die Taliban bei ihrer landesweite Offensive auch Masar-i-Scharif ein. Zuvor hatten Milizionäre um Raschid Dostum und Atta Mohammad Noor den Taliban noch Widerstand geleistet. Nach dem Fall der Stadt flohen Dostum und Noor am 14. August über die nahe gelegene Grenze nach Usbekistan.

## Vorwurf der Anstiftung zu Freiheitsberaubung und Vergewaltigung
Ahmad Ishchi, ein Rivale Dostums aus dessen eigener Partei, der Nationalen muslimischen Bewegung Afghanistans (Junbish-e-Milli-yi Islami), beschuldigte am 13. Dezember 2016 über den afghanischen Lokalsender Tolo die Leibwächter Dostums, ihn auf dessen Anweisung hin mehrere Tage lang verschleppt, gefoltert und gemeinschaftlich vergewaltigt zu haben. Die US-Botschaft in Kabul sowie die EU, Australien und Kanada verlangten daraufhin eine Untersuchung. Ishchi soll zuvor am 25. November 2016 am Rande eines Buzkaschi-Turniers, bei dem zwei Mannschaften zu Pferde um eine kopflose Ziege kämpfen, von Dostums Leibwächtern zusammengeschlagen und entführt worden sein.

## Massaker von Dascht-i-Leili
Im Dezember 2001 sollten Dostums Truppen 8000 gefangene Taliban von Kundus in ein Gefängnis bringen. Auf dem Weg dorthin kamen etwa 3000 dieser Menschen in Dascht-i-Leili, einer Wüste südlich von Scheberghan, ums Leben. Sie erstickten in Schiffscontainern, wurden erschossen oder starben bei Granatexplosionen. Während verschiedene Menschenrechtsorganisationen die Verantwortung für das Massaker bei Dostum sehen, bestreitet dieser, von den Vorgängen gewusst zu haben.

## Rezeption
Dostum ist eine der umstrittensten Personen der jüngsten afghanischen Geschichte. Menschenrechtsorganisationen machen ihn für zahlreiche schwere Kriegsverbrechen verantwortlich, seine Herrschaft über die von ihm kontrollierten nördlichen Provinzen gilt als brutal. Seinen Truppen der Dschunbisch-i Melli werden Plünderungen und Misshandlungen von Zivilisten in der Gegend um Kabul in der Zeit von 1992 bis 1995 zur Last gelegt. Außerdem werden den Milizen bei den beiden Rückeroberungen Masar-e Scharifs und der umliegenden Gebiete 1997 und 2001 die gezielte Vertreibung, Misshandlung und Ermordung tausender ethnischer Paschtunen sowie Massaker an gefangenen Taliban vorgeworfen. Berüchtigt war er auch für seine häufigen Verbündetenwechsel: Zwischen 1979 und 2001 hatte er praktisch jede bedeutende Gruppierung in Afghanistan sowohl zum Verbündeten als auch zum Gegner.
Gleichzeitig wird Dostum jedoch auch der Aufbau eines effizienten Verwaltungssystems in den von ihm beherrschten Gebieten attestiert: Es gelang ihm dort, Rahmenbedingungen für eine im nationalen Vergleich florierende Wirtschaft zu schaffen und bis zur Eroberung Masar-e Scharifs durch die Taliban im Jahre 1997 die seit der sowjetischen Invasion überall im Land stattfindenden Kämpfe fernzuhalten. Die Stadt Masar-e Scharif galt in den 90er Jahren allgemein als letzte Insel des Friedens und Wohlstands in Afghanistan. Dazu trug auch bei, dass Dostum als einziger der Milizenführer nicht islamistisch geprägt war: Trotz seiner autoritären Herrschaft ermöglichte seine säkulare Politik den Menschen in den von ihm kontrollierten Gebieten eine im übrigen Land unerreichte persönliche Freiheit. Als im restlichen Afghanistan unter den Taliban Frauen jede bezahlte Arbeit gewaltsam verwehrt und Mädchen der Schulbesuch verboten wurde, studierten in Dostums Herrschaftsgebiet etwa 1800 Frauen an der Balch-Universität in Masar-e Scharif, die meisten von ihnen ohne jede Verschleierung. Gleichzeitig suchten berühmte Musiker und Tänzer, die in Kabul nicht mehr auftreten durften, Zuflucht in Dostums Herrschaftsgebiet.